# Helmut Dietl
Helmut Dietl (22 tháng 6 năm 1944 – 30 tháng 3 năm 2015, München) là một đạo diễn và nhà biên kịch người Đức từ Bad Wiessee.

## Sự nghiệp
Lớn lên ở München, sau khi lấy tú tài năm 1958, Dietl học về nghệ thuật sân khấu và lịch sử nghệ thuật. Sau đó, ông trở thành trưởng nhóm thu hình tại đài truyền hình và rồi phụ tá đạo diễn tại sân khấu Münchner Kammerspiele. Đạo diễn thành công đầu tiên của ông loạt phim truyền hình Monaco Franze – Der ewige Stenz, sau đó ông viết nhiều kịch phim cùng với Patrick Süskind.

## Phim ảnh chọn lọc
| Năm  | Tựa                                     | Chú thích                                                |
| ---- | --------------------------------------- | -------------------------------------------------------- |
| 1979 | Der Durchdreher (It Can Only Get Worse) | Một kịch bản ngắn của Der ganz normale Wahnsinn          |
| 1992 | Schtonk!                                | Được chọn tranh giải Academy Award for Best Foreign Film |
| 1997 | de                                      |                                                          |
| 1999 | de                                      |                                                          |
| 2005 | de                                      |                                                          |
| 2012 | de                                      |                                                          |

| Năm  | Tựa                                              | Chú thích |
| ---- | ------------------------------------------------ | --------- |
| 1979 | Der ganz normale Wahnsinn                        |           |
| 1983 | Monaco Franze – Der ewige Stenz                  |           |
| 1986 | Kir Royal – Aus dem Leben eines Klatschreporters |           |

## Giải thưởng
- 1996 Bavarian Film Awards, Best Director[3]
- 2013 Deutscher Filmpreis, lifetime achievement award[4]
- 2014 Bambi Award, lifetime achievement award[4]

## Đời tư
Dietl đã cưới vợ nhiều lần: ban đầu với ký giả Katharina Wichmann, sau đó với nữ diễn viên Barbara Valentin, rồi với một người Pháp Denise Cheyresy. Sau đó, ông sống 10 năm trời với nữ diễn viên Veronica Ferres - "Meine Vroni", mà cũng đóng nhiều phim của ông. Với đám cưới thứ tư, Dietl 2002 lấy nữ đạo diễn và nhà sản xuất phim Tamara Duve, con gái của chính trị gia SPD Freimut Duve, mà cùng với ông, tháng 7 năm 2003 sinh ra một đứa con gái Serafina Marie, ngoài ra ông còn có hai người con đã trưởng thành.
Ngày 30 tháng 3 năm 2015, Dietl chết tại nhà ở Schwabing, München. Năm 2013, ông đã tiết lộ là bị ung thư phổi, do hút quá nhiều thuốc lá (Gitanes).